# Municipio de Bear Creek (condado de Hancock)
El municipio de Bear Creek (en inglés: Bear Creek Township) es un municipio ubicado en el condado de Hancock en el estado estadounidense de Illinois. En el año 2010 tenía una población de 345 habitantes y una densidad poblacional de 3,67 personas por km².

## Geografía
El municipio de Bear Creek se encuentra ubicado en las coordenadas 40°19′38″N 91°11′58″O / 40.32722, -91.19944. Según la Oficina del Censo de los Estados Unidos, el municipio tiene una superficie total de 94.07 km², de la cual 93,91 km² corresponden a tierra firme y (0,17 %) 0,16 km² es agua.

## Demografía
Según el censo de 2010, había 345 personas residiendo en el municipio de Bear Creek. La densidad de población era de 3,67 hab./km². De los 345 habitantes, el municipio de Bear Creek estaba compuesto por el 99,71 % blancos y el 0,29 % eran de una mezcla de razas. Del total de la población el 0 % eran hispanos o latinos de cualquier raza.